# Недогарки (Кировоградская область)
Недога́рки (укр. Недогарки) — село в Приютовской поселковой общине Александрийского района Кировоградской области Украины.
Население по переписи 2001 года составляло 504 человека. Почтовый индекс — 28033. Телефонный код — 5235. Код КОАТУУ — 3520385201.